# Brutalismus 3000
Brutalismus 3000 (kurz: B3000, B3K) ist ein Musikproduzenten- und DJ-Duo aus Berlin-Neukölln, das im Jahr 2019 gegründet wurde und aus Victoria Vassiliki Daldas und Theo Zeitner besteht. Ihre Musik im Techno-Stil wird dem Hardcore und Gabber zugeordnet. Das Duo steht beim Berliner Label und Künstlerkollektiv Live From Earth unter Vertrag.

## Geschichte und Werk
Daldas und Zeitner lernten sich 2018 kennen. Zeitner fing um 2012 an Musik zu produzieren. Daldas spielte Klavier und sang im Schulchor. Durch ähnliche musikalische Vorlieben kam das Paar auf die Idee, selbst gemeinsam Musik zu produzieren. Die Debüt-EP des Hardcore-Duos Amore Hardcore wurde im April 2020 veröffentlicht. Gegen Ende desselben Jahres erschien ihre zweite EP Liebe in Zeiten der Kola. Im Jahr 2021 trat das Duo beim Boiler-Room-Festival auf. Die Aufzeichnung wurde über 7,1 Millionen Mal abgerufen. Die dritte EP des Duos Eros Massacre wurde Ende April 2022 veröffentlicht. Anfang April 2023 folgte das Debütalbum Ultrakunst über With und Live From Earth, welches drei Wochen nach Veröffentlichung Platz 11 der offiziellen Deutschen Albumcharts erreichte. Zu der Single-Auskopplung Die Liebe kommt nicht aus Berlin wurde bereits Anfang März das erste Musikvideo des Duos veröffentlicht.
Brutalismus 3000 wurden mit ihren provokanten und kontroversen Tracks wie Ich hab meine Tage im Berghain, Satan was a Babyboomer, No Sex with Cops und der Neuinterpretation 3isbär des Neue-Deutsche-Welle-Lieds Eisbär von Grauzone bekannt.
Ihre Sets haben Brutalismus 3000 international auf verschiedenen Festivals und in verschiedenen Clubs gespielt, wie beispielsweise dem Berghain in Berlin. 2022 traten Daldas und Zeitner unter anderem beim Pohoda-Festival in der Slowakei und beim Hive Festival auf. 2023 traten sie bei den Festivals Primavera und Melt auf und gingen auf eine internationale Tournee mit Shows in verschiedenen europäischen Ländern. 2024 folgte ein Auftritt auf dem Coachella-Festival in Kalifornien sowie die Tour Europaträume.

## Rezeption
Die Zuhörerschaft des Berliner Hardcore-Duos besteht zum größten Teil aus der Generation Z. Daldas und Zeitner schätzen, dass das Durchschnittsalter der Besucher von Auftritten des Duos 18 oder 19 Jahre beträgt.
Fridl Achten beschreibt ihre Musik als prägend für die gegenwärtige deutsche Rave-Kultur.

## Einflüsse und Stil
Der Stil besteht aus einer Kombination harter Techno-Beats und provokanter Texte, die oft sexuell aufgeladen oder politisch brisant sind. Ihre Musik ist vor allem von Punk und Electroclash der 2000er Jahre beeinflusst und eine wichtige Inspiration ist die Band DAF. Das Duo bezeichnet ihr Genre selbst als Nu-Gabber-Post-Techno-Punk. Die Musik ist mehrsprachig, neben zahlreichen Titeln auf Deutsch kann das Duo zudem Texte auf Englisch und Slowakisch aufweisen. Stilmittel und Erkennungsmerkmal ist die verzerrte Stimme von Sängerin Daldas.
Die Texte behandeln häufig Themen wie Gesellschaftskritik, Kritik an der gegenwärtigen Technoszene, Drogen und historische Ereignisse. Eine wichtige Inspirationsquelle für die Musik stellen Filme dar. Das Duo beschreibt textlich häufig brutale, grausame Ereignisse oder Zustände. Sie spielen auf lyrischer Ebene oft mit einem diabolischen Image. Häufig drehen sich Texte auch um die Heimatstadt des Duos Berlin.

## Diskografie
Alben
- 2023: Ultrakunst (With und Live From Earth)

EPs
- 2020: Amore Hardcore
- 2020: Liebe in Zeiten der Kola
- 2022: Eros Massacre
- 2024: Goodbye Salò (Live From Earth und Columbia Records)

Singles
- 2020: Horíme
- 2020: Das Model
- 2021: Phenomena
- 2021: Atmosféra
- 2022: 3isbär
- 2023: Die Liebe kommt nicht aus Berlin
- 2024: Europaträume
- 2024: 9mm
- 2024: Fleisch & Geld (mit Bazzazian)

Remixe
- 2022: Lucinee – Bang Juice (Brutalismus 3000 Remix)
- 2022: Yung Hurn – Alleine (Brutalismus 3000 RMX)
- 2024: Alleswirdgut (Underworld Remix)

Kompilationbeiträge
- 2021: Satan was a Babyboomer – DURCH[digital]Solidarity 002
- 2022: Nightclubbing (Brutalismus 3000 Version) – We Are Not Alone Part 5 (BPitch Control)